# البطولات الوطنية الأمريكية 1922 (كرة مضرب)
ائمة بالأبطال في 1922 البطولات الوطنية الأمريكية لكرة المضرب (المعروفة الآن باسم أمريكا المفتوحة):

## الكبار

### فردي رجال
بيل تيلدن هزم  بيل جونستن 4-6 3-6 6-2 6-3 6-4

### فردي سيدات
مولا بجورستدت مالوري هزم  هيلين ويلز مودي 6-3, 6-1